# Loompanics Unlimited
Loopanics Unlimited war ein US-amerikanischer Buchverlag, der sich auf spezielle und kontroverse Themen konzentrierte. Die Themen umfassten Anarchismus, Überleben, Lockpicking, Drogen und Verschwörungstheorien. Der Hauptsitz war in Port Townsend, Washington.
Herausgeber war Michael „Mike“ Hoy, der Loompanics Unlimited 1975 in East Lansing, Michigan, gründete. 1982 verlegte er das Geschäft nach Port Townsend, Washington. 2006 wurde der Verlag geschlossen. Für Loopanics Unlimited schrieben Autoren wie Eddie the Wire oder Claire Wolfe. Viele Druckrechte verkaufte Loopanics Unlimited an andere Verlage, nachdem es sich entschieden hatte zu schließen.

## Politische Ansicht des Herausgebers
Während Michael Hoy eine Präferenz für freie Märkte zum Ausdruck bringt, kritisiert er Libertäre auch dafür, dass sie sich für multinationale Unternehmen einsetzen, die er in einem Artikel von 2005 als völlig andere Einheiten als Einzelpersonen beschreibt. Hoy charakterisiert sie als staatliche Einrichtungen, da ihre beschränkte Haftung das Ergebnis staatlicher Anordnungen und nicht vertraglicher Vereinbarungen zwischen Einzelpersonen ist. Daher, so argumentiert Hoy, haben Unternehmen in gewisser Weise mehr Rechte als Einzelpersonen. Er kritisierte auch Libertäre dafür, dass sie sich selbst einer Gehirnwäsche unterziehen, und erklärte:
„Libertarischen“ Anhängern wurden von „libertären“ Führern zahlreiche Denkstopp-Techniken beigebracht, so dass jeder, der versucht, die nicht marktwirtschaftliche Realität von Unternehmen zu diskutieren, mit einem negativen Etikett („Anti-Unternehmen“, „Anti-Handel, " etc. – es gibt viele) behaftet wird, und dann sind alle Fragen, die von dieser Person aufgeworfen werden, für "Libertäre" buchstäblich undenkbar.
Hoys Artikel, die systematisch die Politik aller großen politischen Gruppen anprangerten, brachten ihm den Zorn von Organisationen aus dem gesamten politischen Spektrum der USA ein.